# Cité Noël
Cité Noël je soukromá slepá ulice v Paříži v historické čtvrti Marais. Nachází se ve 3. obvodu. Její název je odvozen od zakladatele domu Noëla.

## Poloha
Ulice začíná u domu č. 22 na Rue Rambuteau a končí ve dvoře obytného domu.